# San Antonio la Labor
San Antonio la Labor es una localidad del estado mexicano de Michoacán. Es parte del municipio de Apatzingán.

## Toponimia
El nombre «San Antonio» hace referencia al santo patrono de la localidad: Antonio de Padua.

## Demografía
| Gráfica de evolución demográfica |
|                                  |

| Censo | Población |
| ----- | --------- |
| 1900  | 164       |
| 1910  | 79        |
| 1921  | —         |
| 1930  | 38        |
| 1940  | 0         |
| 1950  | 246       |
| 1960  | 414       |
| 1970  | 509       |
| 1980  | 562       |
| 1990  | 967       |
| 2000  | 1 072     |
| 2010  | 1 128     |
| 2020  | 1 173     |